# Triarquia de Negroponte
A Triarquia de Negroponte foi um estado cruzado fundado na ilha de Eubeia (em italiano:  Negroponte) depois da Partitio Romaniae, a divisão do Império Bizantino depois do saque de Constantinopla pela Quarta Cruzada em 1204. Dividido em três baronatos (terzieri - "terços") dirigidos por algumas poucas famílias lombardas aparentadas entre si, a ilha logo caiu sob influência veneziana. A partir de c. 1390, a ilha se tornou uma colônia veneziana e passou a ser chamada de Reino de Negroponte (Regno di Negroponte).

## História

### Fundação
De acordo com a divisão do território bizantino, a Eubeia foi concedida a Bonifácio de Monferrato, rei de Tessalônica. Bonifácio, por sua vez, concedeu a ilha como feudo para o nobre flamengo Jaime II de Avesnes, que fortificou Cálcis. Após a sua morte, em meados de 1205, porém, a ilha foi novamente cedida a três barões veroneses: Ravano dalle Carceri, Gilberto dalle Carceri e Pecoraro da Mercanuovo. Eles dividiram a ilha entre si em três triarquias (terzieri - "terços"): o norte, baseado em Oreu (em italiano:  Terzero del Rio), o sul, governado a partir de Caristo (em italiano:  Terzero di Caristo) e um central, cuja capital era Cálcis (em italiano:  Terzero della Clissura). A cidade de Cálcis (Negroponte - chamada de "città de' Lombardi" - "cidade dos lombardos"), porém, não estava sob o comando deste último e servia como capital de toda a ilha e era a residência dos três barões lombardos e suas famílias. Em 1209, porém, Ravano se estabeleceu como mestre único da Eubeia, se auto-proclamando dominus insulae Nigropontis - "Senhor da Ilha de Negroponte".
Tendo se aliado a uma fracassada revolta lombarda contra o imperador latino Henrique de Flandres, Ravano estava ansioso para encontrar um poderoso protetor. Assim, em março de 1209, ele assinou uma aliança com a República de Veneza, que reconhecia uma suserania veneziana sobre a ilha e dava-lhes importantes privilégios comerciais. Em maio, porém, tentando balancear as influências sobre si, Ravano reconheceu também sua vassalagem em relação ao Império Latino de Constantinopla.

### Disputas sucessórias
Porém, logo após a morte de Ravano, em 1216, seus herdeiros logo começara a brigar pela sucessão, o que permitiu que o bailio veneziano interviesse como mediador. Ele repartiu os três baronatos em dois, criando assim seis hexarquias (sestieri - "sextos"). A Triarquia de Oreu foi dividida entre os sobrinhos de Ravano, Marinho I e Ricardo; a Triarquia de Caristo, entre sua viúva, Isabel e sua filha Berta e, finalmente, a Triarquia de Cálcis entre os seus herdeiros varões, Guilherme I e Alberto. O mediador também tomou medidas para que, caso algum dos sestieri viesse a morrer, seus herdeiros seriam os demais sestiere da respectiva triarquia e não seus filhos. Na realidade, a maior parte dos sestieri foram sucedidos por seus irmãos, filhos ou sobrinhos, mantendo os baronatos no restrito círculo familiar lombardo original.
Em 1255, porém, a morte de Carintana dalle Carceri, a hexarca de Oreu e esposa de Guilherme II de Vilearduin, o senhor nominal de Negroponte, levou à chamada "Guerra da Sucessão Eubeia", que envolveu o Principado de Acaia e Veneza. Guilherme reivindicou para si a herança de sua esposa, enquanto que os barões lombardos se recusaram a concedê-lo. Em 14 de junho de 1256, Guilherme I e Narzoto dalle Carceri, os outros dois triarcas, repudiaram sua lealdade a Guilherme e se aliaram a Veneza. Guilherme respondeu capturando Cálcis, que os venezianos recuperaram no início de 1258. A guerra terminou com a Batalha de Caridi em maio/junho de 1258, quando Guilherme derrotou o duque de Atenas Guido I de la Roche, que havia se aliado aos triarcas rebeldes. Finalmente, em agosto de 1259, o doge Reniero Zeno negociou uma paz, a que se seguiu um tratado em 1262 reconhecendo a suserania de Guilherme sobre a ilha, mas não a sua posse da Triarquia de Oreu.

### Interlúdio bizantino
Nesta época, porém, o Império de Niceia já havia se consolidado como a maior potência na região do antigo Império Bizantino, reconquistando diversos territórios dos latinos. Suas vitórias culminaram na reconquista de Constantinopla em 1261 e o re-estabelecimento do Império Bizantino, cujo energético líder, Miguel VIII Paleólogo, buscava reconquistar todos os demais principados latinos que ainda restavam no sul da Grécia. Para isto, ele aceitou os serviços de Licário, um renegado italiano que se baseava perto de Caristo. Sob o comando dele, as tropas bizantinas logo reconquistaram a maior parte da Eubeia, com exceção de Cálcis. Após a partida de Licário, em algum momento após 1280, porém, a ilha retornou gradualmente ao controle latino com a ajuda dos venezianos. Em 1296, Bonifácio de Verona conseguiu expulsar completamente os bizantinos da ilha.

### Últimos anos
Em 1317, porém, Caristo caiu frente a Companhia Catalã de Alfonso Frederico, vigário-geral do Ducado de Atenas e um filho bastardo de Frederico III da Sicília. Em 1319, um tratado de paz foi assinado entre Veneza e Alfonso Frederico, através do qual ele manteve o controle da cidade, algo que os venezianos só conseguiriam reverter em 1365. Quando os últimos triarcas, Nicolau III dalle Carceri e Jorge III Ghisi, morreram em 1383 e 1390, respectivamente, eles deixaram seus territórios para Veneza, que, assim, conseguiu consolidar o domínio completo da ilha. Ainda assim, o sistema de triarquias se manteve, com famílias venezianas nomeadas para as posições de terzieri, enquanto que um podestà veneziano se estabeleceu em Cálcis. O controle veneziano permaneceu até 1470, quando, durante a guerra otomano-veneziana de 1463-1479, o sultão Maomé II, o Conquistador capturou Cálcis e pôs toda a Eubeia sob o firme controle otomano.

## Senhores de Negroponte
Nota: A sequência de governantes no século XIII e também as relações de parentesco entre eles não são bem conhecidas, pois as informações sobre a história interna da Eubeia são escassas ou inexistentes, especialmente no período 1216-1255. De acordo com as regras de sucessão determinadas na divisão da ilha em "terços" e "sextos", em 1216, com a morte de um hexarca, ele seria sucedido pelo outro hexarca da mesma triarquia e não por seus herdeiros. 
| Baronia de Caristo                                                                                              | Triarquia do Sul: Caristo (Karystos) | Triarquia do Sul: Caristo (Karystos)                                                                          | Triarquia do Centro: Cálcis (Chalkis) | Triarquia do Centro: Cálcis (Chalkis) | Triarquia do Norte: Oreu (Oreos) | Triarquia do Norte: Oreu (Oreos) |
| | Jaime II de Avesnes (1204–1205) | | | | | |
| Ravano dalle Carceri (1205-1208)                                                                                | Ravano dalle Carceri (1205-1208) | Ravano dalle Carceri (1205-1208)                                                                              | Gilberto I de Verona (1205-1208) | Gilberto I de Verona (1205-1208) | Pecoraro da Mercanuovo (1205-1209) | Pecoraro da Mercanuovo (1205-1209) |
| Ravano dalle Carceri (1208-1209)                                                                                | | | | | Pecoraro da Mercanuovo (1205-1209) | Pecoraro da Mercanuovo (1205-1209) |
| Ravano dalle Carceri (1209-1216)                                                                                | | | | | | |
| Felícia dalle Carceri (1216-1278), com Otão de Cicon (1216-1264), (jure uxoris)                                 | Berta dalle Carceri (1216-1240), filha de Ravano. | Isabel dalle Carceri (1216-1220), viúva de Ravano.                                                            | Guilherme I de Verona (1216-1220), recupera a triarquia do pai, Gilberto I de Verona.                                                                | Alberto de Verona (1216-1220), irmão de Guilherme I de Verona.                                                                                       | Marinho I dalle Carceri (1216-1247), sobrinho de Ravano. | Ricardo dalle Carceri (1216-1220), sobrinho de Ravano. |
| Felícia dalle Carceri (1216-1278), com Otão de Cicon (1216-1264), (jure uxoris)                                 | Berta dalle Carceri (1216-1240), filha de Ravano. | Berta dalle Carceri (1220-1236/1240) e/ou Marinho I dalle Carceri (1220/1236-1247)                            | Guilherme I de Verona (1220-1256) | Guilherme I de Verona (1220-1256) | Marinho I dalle Carceri (1216-1247), sobrinho de Ravano. | Marinho I dalle Carceri (1220-1236/1247) ou Carintana dalle Carceri (1220/1236/1247-1255)                                                                       |
| Felícia dalle Carceri (1216-1278), com Otão de Cicon (1216-1264), (jure uxoris)                                 | Carintana dalle Carceri (1240-1255) Vice-hexarca: Michele Morosini | Narzotto dalle Carceri (1247-1255), filho de Marinho                                                          | Guilherme I de Verona (1220-1256) | Guilherme I de Verona (1220-1256) | Narzotto dalle Carceri (1247-1256) | Marinho I dalle Carceri (1220-1236/1247) ou Carintana dalle Carceri (1220/1236/1247-1255)                                                                       |
| Felícia dalle Carceri (1216-1278), com Otão de Cicon (1216-1264), (jure uxoris)                                 | Narzotto dalle Carceri (1255-1256) | Narzotto dalle Carceri (1255-1256)                                                                            | Guilherme I de Verona (1220-1256) | Guilherme I de Verona (1220-1256) | Narzotto dalle Carceri (1247-1256) | Grapello dalle Carceri (de Verona) (1220-1256/1247). |
| Felícia dalle Carceri (1216-1278), com Otão de Cicon (1216-1264), (jure uxoris)                                 | Guilherme de Villehardouin (1256-c.1260) Vice-triarca em Caristo: Otão de Cicon | | | | | |
| Felícia dalle Carceri (1216-1278), com Otão de Cicon (1216-1264), (jure uxoris)                                 | Narzotto dalle Carceri (1260-1264), restaurado à triarquia. | Narzotto dalle Carceri (1260-1264), restaurado à triarquia.                                                   | Guilherme I de Verona (1260-1263), restaurado à triarquia.                                                                                           | Guilherme I de Verona (1260-1263), restaurado à triarquia.                                                                                           | Grapello dalle Carceri (de Verona) (1260-1264), restaurado à triarquia.                                                                                         | Grapello dalle Carceri (de Verona) (1260-1264), restaurado à triarquia.                                                                                         |
| Felícia dalle Carceri (1216-1278), com Otão de Cicon (1216-1264), (jure uxoris)                                 | Marinho II dalle Carceri (1264-1278), sob regência da mãe, Felícia de Verona. | Marinho II dalle Carceri (1264-1278), sob regência da mãe, Felícia de Verona.                                 | Guilherme II de Verona (1263-1275) | Guilherme II de Verona (1263-1275) | Grapozzo dalle Carceri (de Verona) (1264-1278), sobrinho de Guilherme II de Verona. Vice-hexarca: Leão de Verona                                                | Caetano dalle Carceri (de Verona) (1264-127), sobrinho de Guilherme II de Verona. Vice-hexarca: Leão de Verona                                                  |
| Felícia dalle Carceri (1216-1278), com Otão de Cicon (1216-1264), (jure uxoris)                                 | Marinho II dalle Carceri (1264-1278), sob regência da mãe, Felícia de Verona. | Marinho II dalle Carceri (1264-1278), sob regência da mãe, Felícia de Verona.                                 | Gilberto II de Verona (1275-1278) | | Grapozzo dalle Carceri (de Verona) (1264-1278), sobrinho de Guilherme II de Verona. Vice-hexarca: Leão de Verona                                                | Caetano dalle Carceri (de Verona) (1264-127), sobrinho de Guilherme II de Verona. Vice-hexarca: Leão de Verona                                                  |
| Ocupação do Império de Niceia (1278-1285/96) Vice-governador: Licário                                           | | | | | | |
| Inês de Cicon (1296-1317), com Bonifacio de Verona, (jure uxoris)                                               | Alícia dalle Carceri (1285-1313), com Jorge Ghisi I (1299-1311) (jure uxoris) | Alícia dalle Carceri (1285-1313), com Jorge Ghisi I (1299-1311) (jure uxoris)                                 | Beatriz de Verona (1285-1328), filha de Gilberto II, com Jean de Noyers (1303-1326) (jure uxoris) Vice-triarca: Maria Navigajoso                     | Beatriz de Verona (1285-1328), filha de Gilberto II, com Jean de Noyers (1303-1326) (jure uxoris) Vice-triarca: Maria Navigajoso                     | Maria dalle Carceri (de Verona) (1285-1323), filha do hexarca Caetano, com Alberto Pallavicini (1285-1311) e Andrea Cornaro (1311-1323) (ambos por jure uxoris) | Maria dalle Carceri (de Verona) (1285-1323), filha do hexarca Caetano, com Alberto Pallavicini (1285-1311) e Andrea Cornaro (1311-1323) (ambos por jure uxoris) |
| Marulla de Verona (1317-1326), com Afonso Frederico da Sicília (1317-1338), (jure uxoris)                       | Bartolomeu Ghisi II(1313-1341), filho dos anteriores. | Bartolomeu Ghisi II(1313-1341), filho dos anteriores.                                                         | Pedro dalle Carceri (1323-1340), filho de Grapozzo e Beatriz, recuperou em 1323 a triarquia do pai, e une-a à da mãe depois da morte desta, em 1328. | Pedro dalle Carceri (1323-1340), filho de Grapozzo e Beatriz, recuperou em 1323 a triarquia do pai, e une-a à da mãe depois da morte desta, em 1328. | Pedro dalle Carceri (1323-1340), filho de Grapozzo e Beatriz, recuperou em 1323 a triarquia do pai, e une-a à da mãe depois da morte desta, em 1328.            | Pedro dalle Carceri (1323-1340), filho de Grapozzo e Beatriz, recuperou em 1323 a triarquia do pai, e une-a à da mãe depois da morte desta, em 1328.            |
| Bonifacio Fadrique da Sicília (1338-1365), filho dos anteriores. Em 1365 vende a baronia à República de Veneza. | Giorgio Ghisi II (1341-1358), filho do anterior. | Giorgio Ghisi II (1341-1358), filho do anterior.                                                              | Giovanni dalle Carceri (1340-1358), filho do anterior, sob regência da mãe, Balzana Gozzadini.                                                       | Giovanni dalle Carceri (1340-1358), filho do anterior, sob regência da mãe, Balzana Gozzadini.                                                       | Giovanni dalle Carceri (1340-1358), filho do anterior, sob regência da mãe, Balzana Gozzadini.                                                                  | Giovanni dalle Carceri (1340-1358), filho do anterior, sob regência da mãe, Balzana Gozzadini.                                                                  |
| Parte da República de Veneza                                                                                    | Bartolomeo Ghisi III (1358-1384) Giorgio Ghisi III (1384-1390) | Bartolomeo Ghisi III (1358-1384) Giorgio Ghisi III (1384-1390)                                                | Niccolò dalle Carceri (1358-1383), filho do anterior, sob regência da mãe, Fiorenza Sanudo                                                           | Niccolò dalle Carceri (1358-1383), filho do anterior, sob regência da mãe, Fiorenza Sanudo                                                           | Niccolò dalle Carceri (1358-1383), filho do anterior, sob regência da mãe, Fiorenza Sanudo                                                                      | Niccolò dalle Carceri (1358-1383), filho do anterior, sob regência da mãe, Fiorenza Sanudo                                                                      |
| Parte da República de Veneza                                                                                    | Entre as décadas de 1270 e 1280, Veneza foi ganhando cada vez maior ascendência sobre o governo da triarquia, de tal forma que interfere e redistribui os poderes na ilha, devolvendo-lhe o seu original poder tripartido. O governo venezianao nomeia novas famílias para governarem as triarquias do Norte e do Sul, cujas famílias se haviam extinguido, e nomeou, para a triarquia central, Maria Sanudo, meia-irmã materna de Niccolò dalle Carceri. | | | | | |
| Michele Giustiniani, Andrea Giustiniani, e Giovanni Giustiniani (1390-1402) Antonio Giustiniani (1402-1406)     | Michele Giustiniani, Andrea Giustiniani, e Giovanni Giustiniani (1390-1402) Antonio Giustiniani (1402-1406) | Michele Giustiniani, Andrea Giustiniani, e Giovanni Giustiniani (1390-1402) Antonio Giustiniani (1402-1406)   | Maria Sanudo II (1383-1426), com Gaspare Sommaripa (1383-1402) (jure uxoris)                                                                         | Maria Sanudo II (1383-1426), com Gaspare Sommaripa (1383-1402) (jure uxoris)                                                                         | Januli I d'Aulnay (1385–1394) Niccolò d'Aulnay (1394-c.1425) Januli II d'Aulnay (c.1425–1434) Goffredo d'Aulnay (1434–1446) Januli III d'Aulnay (1446–1470)     | Januli I d'Aulnay (1385–1394) Niccolò d'Aulnay (1394-c.1425) Januli II d'Aulnay (c.1425–1434) Goffredo d'Aulnay (1434–1446) Januli III d'Aulnay (1446–1470)     |
| Niccolò II Zorzi (1406-1436) Niccolò III Zorzi (1436-1440) Jacopo Zorzi (1440-1447) Antonio Zorzi (1447-1470)   | Niccolò II Zorzi (1406-1436) Niccolò III Zorzi (1436-1440) Jacopo Zorzi (1440-1447) Antonio Zorzi (1447-1470) | Niccolò II Zorzi (1406-1436) Niccolò III Zorzi (1436-1440) Jacopo Zorzi (1440-1447) Antonio Zorzi (1447-1470) | Crusino I Sommaripa (1426-1462) Domenico Sommaripa (1462-1466) Giovanni Sommaripa (1466-1468) Crusino II Sommaripa (1468-1470)                       | Crusino I Sommaripa (1426-1462) Domenico Sommaripa (1462-1466) Giovanni Sommaripa (1466-1468) Crusino II Sommaripa (1468-1470)                       | Januli I d'Aulnay (1385–1394) Niccolò d'Aulnay (1394-c.1425) Januli II d'Aulnay (c.1425–1434) Goffredo d'Aulnay (1434–1446) Januli III d'Aulnay (1446–1470)     | Januli I d'Aulnay (1385–1394) Niccolò d'Aulnay (1394-c.1425) Januli II d'Aulnay (c.1425–1434) Goffredo d'Aulnay (1434–1446) Januli III d'Aulnay (1446–1470)     |